# Народно читалище „Никола Йонков Вапцаров – 1922“
Народно читалище „Никола Йонков Вапцаров – 1922“,  създадено като Красноселско народно читалище в 1922 година, е читалище в град София, регистрирано под № 1318 в Министерство на културата на България. Намира се на булевард „Цар Борис III“ № 132, на ъгъла с булевард „Овча купел“, обособяващи кръстовище с бул. „Тодор Каблешков“.

## История

### Основаване и построяване
Читалището е основано на 5 март 1922 година. Инициативата за създаването му е на младежкото дружество „Развитие“, което на 25 януари 1919 г. отправя  апел за създаване на читалище. Събрани са около 200 книги, започват беседи, сказки и забави. През 1920 г. с участието на по-възрастните красноселци –  жители на кварталите Красно село, Павлово и Овча купел – се образува „Просветен комитет“ за събиране на помощи за просветното дело в квартала. Видна роля има Коста Илиев, който като народен представител в XIX народно събрание успява да издейства 15 декара държавно място за построяване на първоначално училище и прогимназия, читалище и черква (Указ №1 от 1 януари 1921 г. на цар Борис III). Първоначално през 1921 г. се построява една кирпичнена сграда.
Учредителното събрание (5 март 1922) избира за председател на Красноселското народно читалище Коста Илиев, за секретар Иван Недев (учител, издател на детски списания, учебници по пеене и рисуване), подпредседател – Христо Стоев, касиер – Боян Панайотов, библиотекар – Антон Дертлиев, съветници – Славчо Котларски, Иванка Въжарова и Александър Иванов. Те са и основните дарители на средства и лични притежания за читалището в периода 1922 – 1938 г. В годината на основаването му се създава библиотека с дарени от Славчо Котларов 1000 книги. Средствата за строеж на читалищна сграда се събират от дарения и заем от Красноселската популярна банка; с тях и с доброволния труд на жителите през 1930 година се построява читалищният салон, а до 1938 г. – и пристройки за библиотека и основни читалищни дейности. През 1950 г. Иван Милчев погасява остатъка от 50 000 лв. заем от банката, взет за построяване на сградата.

### Дейност
Театралната самодейност води началото си от 1924 г., под ръководството на Иван Волний. В 1933 г. се създава Американска забавачница с г-ца Кантарджиева. За културно-просветно издигане на жените се създава Дамски комитет (25 ноември 1934) с председателка Димитрица Атанасова. В следващите години се създават читалищен хор, детска театрална група, литературен кръжок и други.
От 1931 г. се издава читалищен вестник – „Красноселски вести“, от журналиста Климент Симеонов, а от следващата година един път месечно излиза вестник „Възход“. През периода 1933 – 1942 година се издават „Известия на Красноселското народно читалище“.
От 1950 година читалището носи името на поета Никола Вапцаров. Към второто десетилетие на XXI век читалището има библиотека от  тома, предлага школи по изкуства (китара, пиано, театър, балет и др.), курсове по английски, народни танци, паневритмия, тай-чи, пекити. Организира ежегодно националния конкурс за поезия „Никола Вапцаров“, фестивал на читалищното театрално изкуство, районен празник „Млади таланти“ (СО-район „Овча купел“) и други.
Председатели на читалището са били Коста Илиев, Христо Стоев, Иван Недев, Асен Василев, Антон Измирлиев, проф. Владимир Христов, Васил Райчин, Васил Кесяков, Стефан Аврамов, Траян Рунтов, Георги Дерменджиев, Николай Попов, Михаил Кербел, В. Богословов, Методи Спасов, д-р Васил Атанасов и др.
Читалището е носител на орден „Кирил и Методий“ II степен.